# Les Dames d'Escoffier
Les Dames d'Escoffier es una organización internacional de mujeres profesionales lideresas relacionadas con los sectores de la alimentación, las bebidas finas y la hostelería.

## Historia
Les Dames d'Escoffier es una organización culinaria de liderazgo compuesta por mujeres que no solo han logrado el éxito en su profesión, sino que contribuyen significativamente a sus comunidades. Desde su incorporación hace 25 años, Les Dames d'Escoffier ha seguido su misión de elevar la profesión a través de la tutoría de sus miembros y de la ayuda a estudiantes meritorias para que tengan éxito en sus carreras culinarias. Estoy muy orgullosa de ser miembro. Julia Child, 2001.

Les Dames d'Escoffier fue fundada en Nueva York en 1976, por la escritora gastronómica Carol Brock, en honor a Auguste Escoffier, a quien la declaración de la misión de Les Dames atribuye haber «llevado el arte culinario a la era moderna sin ayuda de nadie». Escoffier «elevó el papel de los cocineros de obreros a artistas»; cuando murió, «dejó al mundo un nuevo arte, el de la gastronomía». Con la expansión a otras ciudades, Les Dames d'Escoffier International (LDEI) se formó en 1985 para funcionar como una organización paraguas. La membresía es solo por invitación y exclusiva para mujeres que se han distinguido en los campos respectivos de los que se ocupa Les Dames. La sociedad femenina es una respuesta a la sociedad masculina Les Amis d'Escoffier.

## Actividades
Organiza varias actividades relacionadas con la alimentación a lo largo del año, la mayoría de las cuales son cenas; las nuevas integrantes se incorporan durante las "cenas de gala anuales". 
La principal actividad filantrópica consiste en promover la educación y el avance de las mujeres en carreras relacionadas con las industrias alimentarias. La sociedad concede becas a las mujeres que desean convertirse en profesionales o mejorar sus conocimientos en los campos de la alimentación, el vino, otras bebidas, la nutrición, las artes de la mesa y disciplinas afines.
Cuentan con 43 capítulos alrededor del mundo donde brindan posibilidades de liderazgo, oportunidades educativas y filantropía dentro de sus comunidades.